# Fernando de Buen y Lozano
Pour les articles homonymes, voir Lozano.
Don Fernando de Buen y Lozano est un ichtyologiste et un océanologiste espagnol, né le 10 octobre 1895 et mort le 6 mai 1962.
Il vécut au Mexique, en Uruguay et au Chili. En Uruguay, il fut le directeur du département des sciences dans le service d’océanographie et des pêches ainsi que professeur d’hydrobiologie et de protozoologie à la faculté des arts et des sciences.